# Wichenford
Wichenford est une paroisse civile et un village du Worcestershire, en Angleterre.